# Dorian Reeds
Dorian Reeds, est une œuvre du compositeur américain Terry Riley écrite en 1965, pour saxophone soprano et bande magnétique. La pièce est une improvisation basée sur la répétition de motifs simples, répétés avec différents délais par l'électronique.

## Historique
En 1965, le compositeur apprend le saxophone soprano, inspiré par John Coltrane, et aidé par Jon Gibson, qui lui donne quelques cours et l'aide à choisir un instrument. Bien que ne possédant qu'une technique rudimentaire, Riley se met à explorer des méthodes d'improvisation au saxophone soprano, qui débouchent sur Dorian Reeds. La pièce explore la répétition de motifs simples avec accumulation et superposition de voix par l'électronique, à la fois en live, et en différé. Les motifs sont pré-conçus, centrés autour du mode dorien de Ré, mais une grande part est laissée à l'improvisation.
L'extension de Dorian Reeds débouche sur la composition de Poppy Nogood and the Phantom Band, la pièce la plus importante de Riley d'improvisation pour saxophone.

## Enregistrements
- Reed Streams, par Terry Riley, Mass Art Records, 1966
- Early American Minimalism: Walls of Sound II, par Ulrich Krieger, Orkhestra, 2007